# Dmitrij Kłokow
Dmitrij Wiaczesławowicz Kłokow (ros. Дмитрий Вячеславович Клоков; ur. 13 lutego 1983 w mieście Bałaszycha) – rosyjski sztangista, wicemistrz olimpijski i wielokrotny medalista mistrzostw świata.
Na Igrzyskach Olimpijskich w Pekinie w 2008 zdobył srebrny medal w wadze ciężkiej. W Mińsku w 2010 został wicemistrzem Europy. Do jego osiągnięć należy również pięć medali mistrzostw świata: złoty (2005), dwa srebrne (2010, 2011) i dwa brązowe (2006, 2007).
Jego ojcem jest były sztangista Wiaczesław Kłokow, który w 1983 w Moskwie został mistrzem świata w wadze ciężkiej.